# Colle dell'Assietta
Il Colle dell'Assietta, (2.472 m) è un passo alpino delle Alpi Cozie italiane, in Piemonte, che si trova sul crinale tra l'alta Val di Susa a nord e l'alta Val Chisone a sud.

## Descrizione

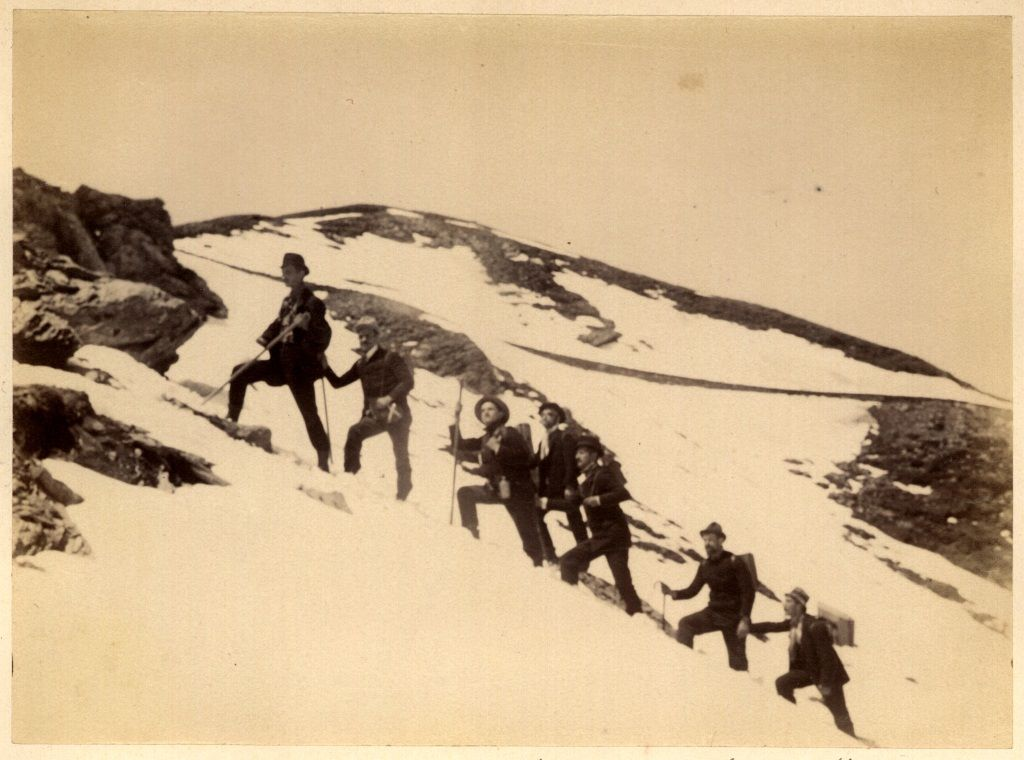
1906: escursionisti che salgono verso il colle (foto M.Gabinio)

Il colle, situato all'interno del parco naturale Orsiera-Rocciavrè, è attraversato dalla Strada dell'Assietta, che costeggia il crinale Susa/Chisone, e nei suoi pressi si trova la Testa dell'Assietta, con la strada sterrata, frequentata dagli amanti della MTB e teatro di gare di questo sport. La strada viene chiusa al traffico durante la stagione invernale.